# Joell

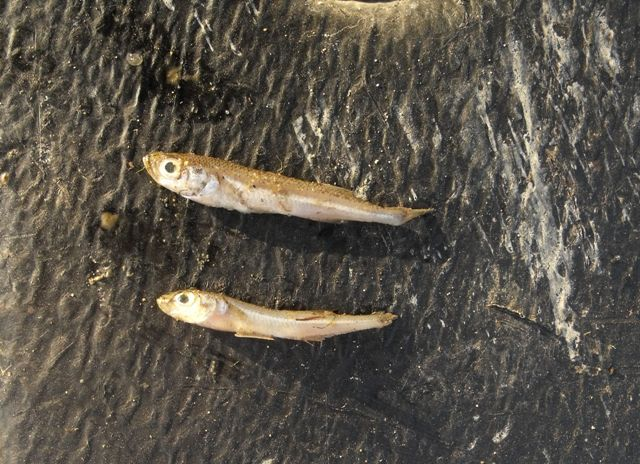
Exemplars de la Toscana (Itàlia)

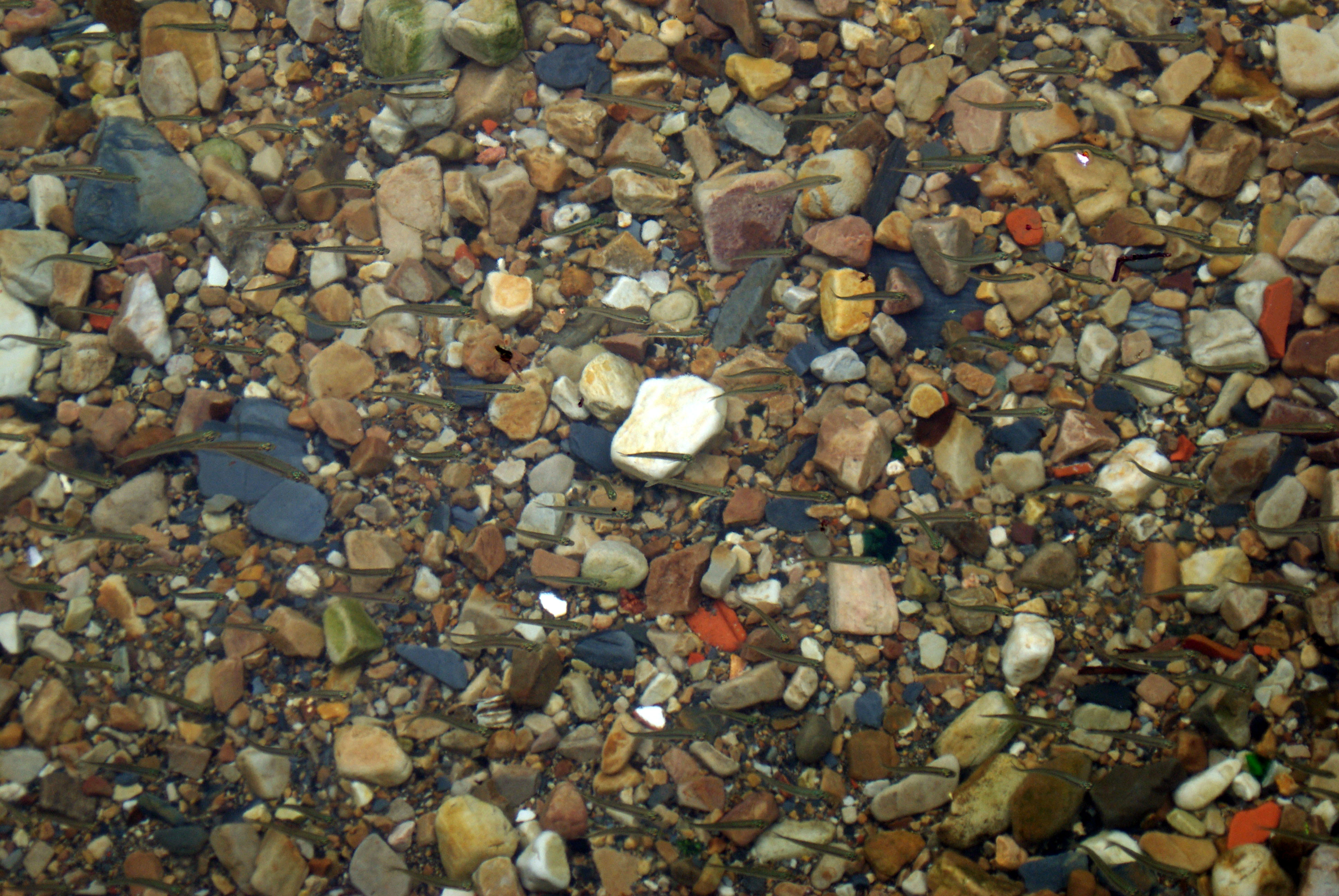
Exemplars de la desembocadura del riu Negro (Ḷḷuarca, Astúries)

El joell, la cabeçuda, el jovell, el moixó, el moixonet, el xanguet o el xanquet (Atherina boyeri) és un peix teleosti del gènere Atherina pertanyent a la família dels aterínids.

## Descripció
- És un peix petit i de forma allargada que no ultrapassa els 20 cm de llargària total.
- 7-10 espines i 8-16 radis tous a l'aleta dorsal i 2 espines i 10-18 radis tous a l'anal.
- El diàmetre dels ulls és més ample que la longitud del musell.[4][5][6]

## Subespècies
- Atherina boyeri pontica (Eichwald, 1838) a la Mar Negre i el mar d'Azov.
- Atherina boyeri caspia (Eichwald, 1838) a la mar Càspia.[1][7]

## Reproducció
Té lloc per primera vegada quan arriba als 1-2 anys de vida. Les poblacions d'aigua dolça del riu Guadalquivir fresen entre l'abril i el juny, mentre que les del llac Trichonis (Grècia) ho fan entre el març i l'octubre. Els ous tenen apèndixs llargs i peluts que els serveixen per adherir-se a les algues filamentoses i a 2-6 m de fondària. Les larves són pelàgiques, tot i que, sovint, formen moles a prop de les costes.

## Alimentació
Menja petits crustacis, cucs, mol·luscs i larves de peixos.

## Depredadors
És depredat pel sorell (Trachurus trachurus) (a Grècia), Alosa brashnikovi (Rússia), Alosa fallax (Portugal), el llobarro (Dicentrarchus labrax) (la Gran Bretanya), la lucioperca (Sander lucioperca), el silur (Silurus glanis) i la rata de mar (Uranoscopus scaber) (Grècia).

## Hàbitat
És un peix d'aigua marina, salabrosa i dolça; demersal; amfídrom i de clima subtropical (53°N-20°N, 18°W-42°E). Tot i que és un peix marí, tolera les baixes salinitats i es pot trobar també als aiguamolls i albuferes costaners i, àdhuc, a l'aigua dolça dels cursos inferiors d'alguns rius.

## Distribució geogràfica
Es troba a la vora dels litorals de la mar Mediterrània, la mar Negra i la mar Càspia. A l'oceà Atlàntic és present des del Portugal continental fins a Mauritània i Madeira, encara que n'hi ha poblacions aïllades a les costes d'Anglaterra i dels Països Baixos. Ha estat introduït al mar d'Aral, el llac Trasimè (Itàlia) i, potser, a altres llacs italians.

## Gastronomia
És molt apreciat en fregitel·les tant a la cuina occitana com a la catalana, igual que la llengüeta rossa (Aphia minuta) i el sonso (Gymnammodytes cicerellus). Normalment, els joells s'empolsen lleugerament amb farina abans de fregir-los en oli d'oliva.

## Observacions
És inofensiu per als humans, de costums gregaris i té una esperança de vida normal de vida d'1-2 anys (poques vegades arriba fins als quatre).